# パット・ティルマン
パトリック・ダニエル・ティルマン（Patrick Daniel "Pat" Tillman, 1976年11月6日 - 2004年4月22日）はカリフォルニア州フリーモント出身のアメリカンフットボール選手。NFLのアリゾナ・カージナルスに在籍していたが2001年に起きたアメリカ同時多発テロ事件をきっかけに2002年5月、アメリカ陸軍に志願しレンジャー部隊に入隊した。アフガニスタンに派遣された彼は2004年4月22日、友軍の誤射で死亡した。当初彼の亡くなった経緯は隠されテロとの戦争における英雄扱いがなされた。現役NFL選手が戦死したのは1970年にバッファロー・ビルズのボブ・カルスがベトナム戦争で亡くなって以来のことで史上2人目。

## 経歴

### アメリカンフットボール選手
カリフォルニア州フリーモントに生まれた彼は1994年にアリゾナ州立大学に進学しラインバッカーとしてプレーした。ラインバッカーとしては1 m 80 cmと背が低かったにもかかわらず彼は活躍を見せて4年次にはパシフィック・テン・カンファレンスの最優秀守備選手に選ばれた。マーケティングを専攻した学業でも彼は成績優秀でGPA3.84で3年半で卒業を果たした。
1998年のNFLドラフトで7巡目でアリゾナ・カージナルスに指名されて入団した。プロ入り後彼はセイフティにコンバートされ1年目には10試合で先発出場した。その後セントルイス・ラムズから5年間で900万ドルのオファーがあったが彼はカージナルスを離れなかった。2000年に155タックル（120ソロタックル）、1.5サック、2ファンブルフォース、2ファンブルリカバー、9パスブロック、1インターセプトの成績をあげた。この年、スポーツイラストレイテッドのライター、ポール・ジマーマン（Dr.Z）は彼をオールプロに選んだ。2001年までの4年間で彼は238タックル、2.5サック、3インターセプト、3ファンブルフォース、3ファンブルリカバーの成績を残した。またオフェンスでも1回ランプレーを行い4ヤード獲得、キックオフリターンも3回行った。
アメリカ同時多発テロ事件の8ヶ月後、2002年5月、彼はそれまで1年あたり51万2000ドルの契約から3年間で360万ドル以上のオファーを受けていたがアメリカ陸軍に入隊することを決意した。

### 軍務及び死
彼は弟のケビン（プロ野球選手になる夢を断念した。）と共に入隊し、訓練を受けた後、第75レンジャー連隊に配属されて、2003年のイラク戦争に参加した。その後アフガニスタンに派遣されていた彼は2004年4月22日にパトロール中、友軍の誤射で亡くなった。当初彼の死について軍はパキスタン国境付近の幅の狭い峡谷付近で武装勢力により頭部を撃たれて殺害されたと発表していた。彼の葬儀は全米に向けて放送された。死後5週間経過するまで彼が誤射により亡くなった事実は遺族に伏せられた。2007年4月に行われた政府改革委員会の公聴会ではアブグレイブ刑務所での捕虜虐待などの不祥事に続き事実が明らかにされた場合にイラク戦争やアフガニスタンでの軍の活動への支持低下を懸念したのではないかということが弟のケビンから指摘された。彼の死の際には義務づけられている検死解剖も行われず身につけていた装備品などがすぐさま処分されていたことも明るみに出た。また2007年8月に行われた公聴会ではドナルド・ラムズフェルド元国防長官はペンタゴンが事実の隠蔽工作を行った疑いを否定した。

## 死後

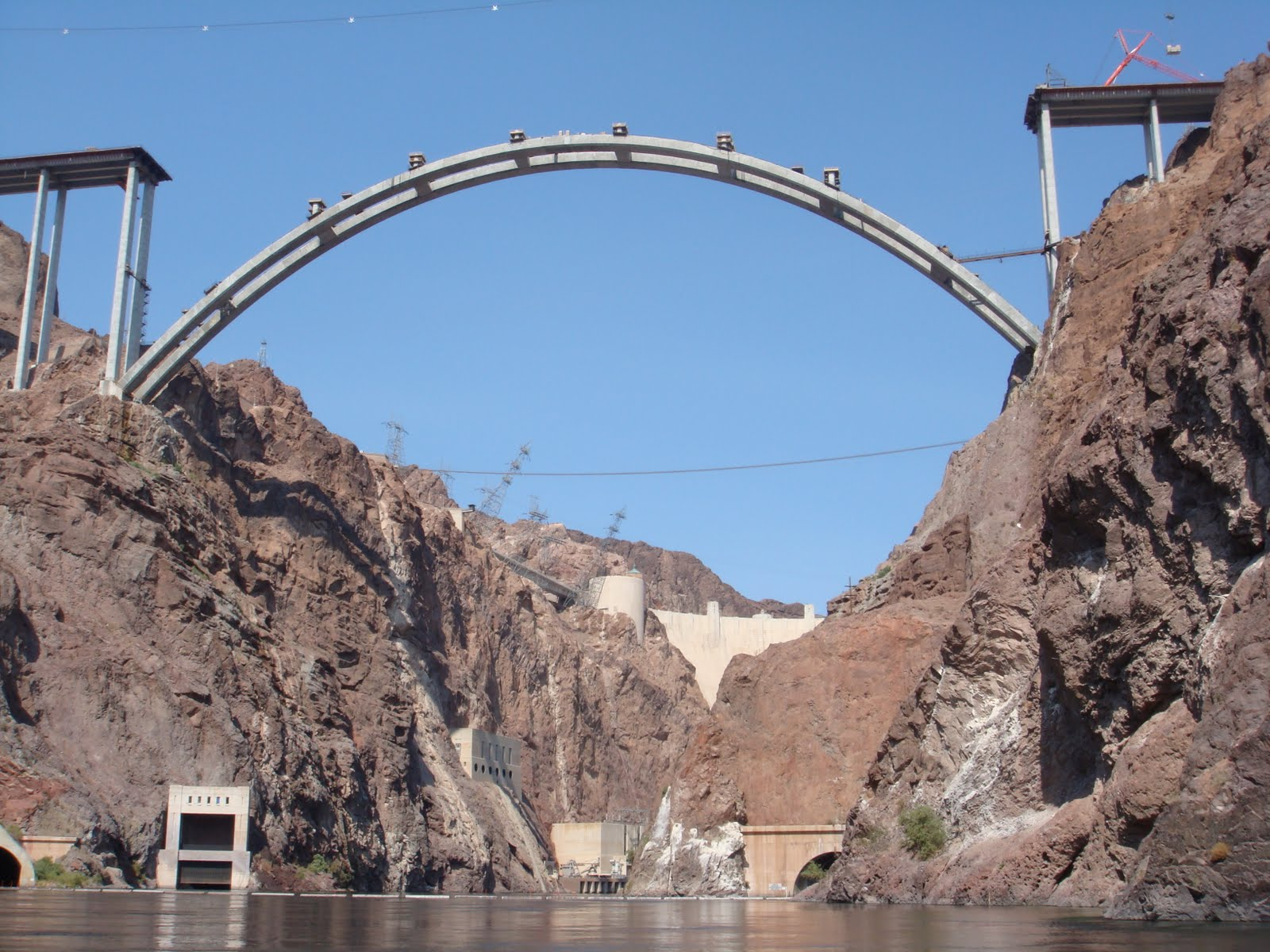
Mike O'Callaghan – Pat Tillman Memorial Bridge

フーバーダムの周囲にあるバイパスに架かる橋に彼の名前がつけられることとなった。
2004年9月19日に行われたNFLの全試合で各チームの選手はヘルメットに彼を記念したステッカーを付けてプレーした（カージナルスはこの年の残り試合でもステッカーを付け続けた。また元カージナルスでデンバー・ブロンコスのQB、ジェイク・プラマーも付け続けることを熱望していたが彼の願いはNFLより拒否された。）。
NHL、フェニックス・コヨーテズのマイク・リッチは背番号をティルマンがつけていた40番に変更した。
カージナルスでの背番号40、アリゾナ州立大学時代の背番号42は共に永久欠番となった。
NFLは25万ドルを出して米国慰問協会を設立することを決定、2005年4月1日に最初のUSOセンターがアフガニスタンのバグラム空軍基地に完成した。

## 栄典
- 銀星章
- パープルハート章
- 功績章
- 陸軍業績章（英語版）
- 国防従軍章（英語版）
- 国際対テロ戦争遠征章（英語版）
- 国際対テロ戦争従軍章（英語版）
- 陸軍勤務リボン（英語版）
- 大統領殊勲部隊章（英語版）
- 統合殊勲部隊章（英語版）
- 陸軍優秀部隊章（英語版）
- パラシュート徽章（英語版）
- レンジャー・タブ（英語版）
- 戦闘歩兵徽章（英語版）